# Gérold de Lausanne
Gérold de Lausanne, voire de Flandres, mort en septembre 1239, est un religieux du XIIIe siècle, qui est successivement abbé, puis évêque de Valence avant d'être élu Patriarche latin de Jérusalem.

## Biographie

### Origines
L'origine de Geroldus (Giraud, Géraud, Gérald) n'est pas connue. Son prénom varie dans la documentation : Gérold, Giraud, Géraud, Gérald.
La liste épiscopale de Valence le désigne simplement sous le nom de Gérald, Géraud ou Gérold, sans autre mention,.
Les différentes listes abbatiales et épiscopale le nomment différemment, son surnom varie également, il est dit soit de Lausanne, soit de Flandres, bien que le parcours soit identique. 
Pierre-Vincent Claverie (2013), auteur d'un ouvrage sur la période, l'indique dans son Index Nominum sous les entrées « Géraud de Cluny, voir Géraud de Lausanne) » et « Géraud de Lausanne, abbé de Cluny, évêque de Valence, puis patriarche latin ». La liste des abbés de Cluny ne le mentionne que sous le nom de Gérald/Gérard de Flandres. 

### Carrière ecclésiastique
Gérold est abbé de Molesme (Bourgogne), depuis 1208. Il est ensuite appelé à diriger l'abbaye de Cluny, en 1215,.
Il est élu sur le siège de Valence, en 1220,.
Il est élu, le 10 mai 1225, pour devenir le Patriarche latin de Jérusalem, sous le pape Honorius III. Chevalier (1867) se trompe en donnant le 28 avril 1227.
Gérold meurt le 7 septembre 1239, dans la cité sainte. Son corps est inhumé dans le Saint-Sépulcre.